# Giovanni Pietro Ferrari (scultore)
Giovanni Pietro Ferrari (Monestirolo, 22 febbraio 1884 – Buenos Aires, 19 maggio 1970) è stato uno scultore italiano.

## Biografia
Nato da Tomaso e da Adalgisa Smai, Giovanni Pietro visse l'infanzia in varie località della provincia di Ferrara al seguito di suo padre, proprietario terriero. Si formò alla Scuola d'arte Dosso Dossi di Ferrara sotto la guida di Luigi Legnani e di Giuseppe Ravegnani, guadagnandosi la stima di quest'ultimo, che arrivò a concedergli l'utilizzo come studio di un locale nel suo palazzo.
Successivamente, all'Accademia di belle arti di Bologna, Ferrari frequentò i corsi dello scultore Enrico Barberi. Tra le opere giovanili, si ricordano i busti di Tugnin e del Cavalier Burèla, figure macchiettistiche della sua città; a partire dal 1912, anno della morte del padre, colpito da grave malattia mentale e ricoverato in manicomio, le opere assumono un carattere decisamente più malinconico e decadente, forse anche influenzate dal dannunzianesimo in voga a quei tempi.
Numerose sono le composizioni realizzate per monumenti funerari nella Certosa di Ferrara e in altri cimiteri della provincia. In queste opere, Ferrari dimostra di avere ben assimilato le suggestioni liberty, filtrate soprattutto attraverso lo stile del capofila piemontese Leonardo Bistolfi.
Ferrari fu anche un valente ritrattista, come attestano le immagini dell'attore Gualtiero Tumiati, della maestra Alessandra Rizzoni Valeriani, il busto del piccolo Carlo Renzo Bisi, il ritratto del pittore suo amico Oreste Forlani e quello del deputato Andrea Costa.
Del 1912 sono anche due allegorie intitolate al Progresso e alla Civiltà, collocate sulla facciata del palazzo municipale di Portomaggiore. In quello stesso anno, Ferrari allestisce una personale di scultura nel negozio di pellicceria di Tito Obici, commerciante e colto collezionista d'arte a Ferrara. 
Gli è stata recentemente attribuita una figura allegorica, un tempo nella villa Faggioli di Quacchio
Nei dieci anni successivi, Ferrari espose quindi in collettive presso il palazzo dei Diamanti, l'arcivescovado, il palazzo Sacrati Muzzarelli Crema sempre a Ferrara. Nel 1922 Ferrari decise di emigrare in Argentina, forse anche per le sue convinzioni antifasciste. Stabilitosi nella capitale Buenos Aires, sposò Amelia Bomtempo e riscosse ampi consensi, come dimostrano i numerosi monumenti classicheggianti, le cui committenze si protrassero anche durante il regime peronista. Tra tali opere, il monumento a Chopin nel Parque Chacabuco, le grandiose figure poste davanti al Teatro Premier, i monumenti al medico Luis Tabío e a Salvador Cetra e al poeta sacerdote Francisco Bibolini, tutti situati nella cittadina di Veinticinco de Mayo.
Nella cittadina di Azul si trova invece il monumento a Angel Pintos, in quella di Saladillo il monumento alla Bandiera, mentre il monumento al presidente Hipólito Yrigoyen è nella città di Buenos Aires.
L'opera di Giovanni Pietro Ferrari si inserisce nell'eclettismo ancora ottocentesco diffuso in Sud America essenzialmente da artefici italiani, che si contrapponeva alla tradizione ispanico-latina autoctona.